# روح‌های تنها
روح‌های تنها (به انگلیسی: Lonesome Ghosts) یک انیمیشن کوتاه به کارگردانی برت جیلت در والت دیزنی و به‌دست آر.ک.ئو در تاریخ ۲۴ دسامبر ۱۹۳۷، سه روز پس از سفید برفی و هفت کوتوله (۱۹۳۷) به نمایش درآمد.

## صداپیشگان
- میکی موس - والت دیزنی
- دانلد داک - کلارنس نش
- گوفی - پینتو کالویگ
- شبح کوتاه - بیلی بلچر